# Sanakt
Sanakt ali Hor-Sanakt je bil  faraon  iz Tretje dinastije Starega egipčanskega kraljestva. Njegov kronološki položaj je zelo nezanesljiv. Neznano je tudi to, pod katerim imenom ga je zgodovinar Maneto morda uvrstil na svoj seznam egipčanskih vladarjev. Številni egiptologi ga povezujejo s faraonom, ki se na ramzeških seznamih vladarjev pojavlja pod kartušnim imenom Nebka. Povezava je sporna, ker razen imena niso niti v primarnih niti v kasnejših virih odkrili nobenega drugega vladarskega naslova. Sanakt je upodobljen samo na dveh fragmentih reliefov iz Wadi Maghareha na Sinajskem polotoku.

## Identiteta
Sanaktova identiteta in časovna umestitev v Tretji dinastiji nista povsem jasna in ostajata predmet razprav. Medtem ko Sanaktov obstoj potrjujejo fragmenti pečatov iz mastabe K2 pri Beit Khallafu in grafit, so njegov položaj ustanovitelja Tretje dinastije, ki mu ga pripisujeta Maneto in Torinski seznam kraljev, resno ogrozila nedavna arheološka odkritja v Abidosu. Pečati, odkriti ob vhodu v tukajšnjo Kasekemvijevo grobnico, kažejo, da je Kasekemvija verjetno pokopal in nasledil Džoser in ne Sanakt.
Zagovorniki teorije, da je bil Sanakt ustanovitelj Tretje dinastije, temu oporekajo in trdijo, da prisotnost Džoserjevih pečatov v Kasekemvijevi grobnici dokazuje samo to, da je Džoser opravil kultne obrede v Kasekemvijevo čast, in ne nujno, da je bil njegov neposredni naslednik. Sanakt je bil poročen s kraljico Nimaetap, ki je bila verjetno Kasekemvijeva hčerka in ne žena, in z njo imel sina Džoserja. Nekateri drugi egiptologi domnevajo, da je bil Sanakt Džoserjev starejši brat. 
V zadnjem času prevladuje mnenje, da je Sanakt vladal za Džoserjem. Egiptologi Toby Wilkinson, Stephan Seidlmayer, Kenneth Kitchen in Rainer Stadelmann Sanakta enačijo z Nebko z ramzeških seznamov kraljev. Njihovo domnevo podpira fragment glinastega pečata, na katerem je spodnji deli kartuše, v kateri Wilkinson, Seidlmayer in Stadelmann vidijo sledove hieroglifa Ka na koncu imena Nebka. Dietrich Wildung v nasprotju z njimi podpira enačenje Nebke s Sanaktom, čeprav dvomi v veljavnost pečata kot dokaza, ker je preveč poškodovan, da bi se dalo kartušo zanesljivo prebrati kot Nebka.
John D. Degreef, Nabil Swelim in  Wolfgang Helck nasprotujejo enačenju Nebke in Sanakta in se sklicujejo na dejstvo, da Nebka ni potrjen z nobenim dokumentom z datumom pred Džoserjem. Nabil Swelim Nebko namesto s Sanaktom enači s Horovim imenom Kaba  in Manetovim Mesohrisom. Časovno ga umešča med sedmega in osmega faraona Tretje dinastije.
Jürgen von Beckerath, Wolfgang Helck, Dietrich Wildung in Peter Kaploni so predlagali, da je Sanaktovo Horovo ime ime skrivnostnega faraona Hor Saja, ker v zlogu Sa vidijo skrajšano obliko imena Sanakt. Wolfgang Helck meni tudi to, da je Sanaktovo nesut-biti ime Veneg. Ker je bil Veneg faraon iz Druge dinastije, se na Helckovo teorijo gleda s skepticizmom.

## Vladanje
Natančna dolžina Sanaktove vladavine ni znana. Za razliko od Džoserja se je iz njegovega obdobja ohranilo zelo malo reliktov, kar povzroča resne dvome v njegovo osemnajstletno vladavino, ki mu jo pripisujeta Maneto in Torinski seznam kraljev. Ker sta oba vira nastala dva tisoč (Maneto) in več kot tisoč let (Torinski seznam) po Sanaktu, je nenatančnost ali nezanesljivost nekaterih podatkov pričakovana. Torinski seznam, na primer, je bil prepisan na papirus v Novem kraljestvu v času faraona Ramzesa II., ki je vladal od 1279 do 1213 pr. n. št. 
O Sanaktovih dejavnostih je znano zelo malo. Njegovi, Džoserjevi in Sekemketovi reliefi iz Vadi Maghareha na Sinaju kažejo na pomembnost sinajskih rudnih bogastev, predvsem turkiza, v obdobju Tretje dinastije.

## Grob
Lokacija Sanaktovega groba ni zanesljiva. Dolgo se je domnevalo, da je bil pokopan v veliki mastabi K2 v Beit Khallafu, ker so v njej odkrili nekaj fragmentov z njegovim imenom. Nekaj egiptologov zdaj trdi, da je bil v tej mastabi pokopan visok uradnik, princ ali kraljica in ne faraon, drugi pa vztrajajo pri prvi hipotezi.
V mastabi so bili ostanki okostja moža, visokega preko 187 cm, kar je mnogo več od povprečnih 167 cm staroveških Egipčanov. Zelo velika in prostorna je tudi pokojnikova lobanja. Čeprav je njena širina nenavadno velika v primerjavi z dolžino, so razmerja njegovih dolgih kosti podobna razmerjem Egipčanov, zlasti tistih iz zgodnjega dinastičnega obdobja.
Mastaba je zaradi izredne višine pokojnika povezana z Manetovo pripovedjo, da je bil izredno visok vladar Sesohris iz Druge dinastije. Egiptolog Wolfgang Helck domneva, da je bil Sanakt pokopan v nedokončani grobnici zahodno od Džoserjeve piramide.
Sanakt se v medicinski literaturi pogosto omenja kot potencialni primer bolezni hipofize, čeprav o tem ni dokončnega soglasja, pa naj gre za akromegalijo ali gigantizem. Leta 2017 sta paleopatolog Francesco M. Galassi in egiptolog Michael E. Habicht v sodelovanju u Institutom za evolucijsko medicino Univerze v Zürichu zbrala mednarodno skupino izvedencev, da bi raziskali Sanaktov primer. Njihove raziskave so dokazale, da gre nedvomno za najstarejši znani primer gigantizma na svetu.